# Bosbesbij
De bosbesbij (Andrena lapponica) is een bij uit het geslacht van de zandbijen (Andrena).
De bosbesbij is lastig te onderscheiden van enkele andere soorten zandbijen. De voorkeur voor vossenbes en blauwe bosbes als voedsel onderscheidt deze bij van soortgelijke soorten. Zijn vossenbes en blauwe bosbes niet beschikbaar (door vorstschade) dan eet de bosbesbij ook van paardenbloem en gewone ereprijs. De sierlijke wespbij is nestparasiet van de bosbesbij. 
De soort vliegt van april tot juli met een piek begin mei.
De bosbesbij komt voor in delen van Europa. In Nederland is hij zeldzaam.